# Eén tegen 100
Eén tegen 100 (Tiếng Anh: 1 vs 100) là một trò chơi truyền hình của Hà Lan được sáng tạo bởi Endemol, tiền thân của Endemol Shine Group. Mục tiêu chính của người chơi là phải đánh bại 100 người cùng chơi để có cơ hội giành được giải thưởng lớn. Chương trình được lên sóng từ ngày 3 tháng 9 năm 2000 và được tài trợ bởi Cơ quan Xổ số Bưu chính Quốc gia Hà Lan.
Phiên bản của Việt Nam mang tên Đấu trường 100, phát sóng trên VTV3 từ năm 2006 đến năm 2015.
Từ năm 2020, do ảnh hưởng của Đại dịch COVID-19 tại Hà Lan, trò chơi được chơi với 50 thay vì 100 người cùng chơi, để có thể giữ khoảng cách vừa đủ trong trường quay theo quy định giãn cách xã hội. Tên của chương trình cũng đổi thành Eén tegen 50 (1 đấu với 50). Đến năm 2022, chương trình trở về phiên bản 100 người cùng chơi, tên gọi cũng trở về như cũ.
Tập thứ 500 đã được phát sóng vào Chủ Nhật, ngày 8 tháng 11 năm 2020.
Eén tegen 100 đã trở thành một gameshow nổi tiếng trên toàn thế giới. Các phiên bản của chương trình đã được phát sóng tại Hoa Kỳ, Úc, Tây Ban Nha và nhiều quốc gia khác.

## Luật chơi
Một người chơi (chính) phải đối mặt với 100 người cùng chơi và được đưa ra các câu hỏi. Câu hỏi có ba phương án A, B và C, một trong số đó là đúng. Trước khi công bố câu hỏi, có 4 loại cặp lựa chọn để người chơi chọn một trong hai:
1. Một chủ đề: Người chơi chính được chọn loại câu hỏi khó hoặc dễ với chủ đề đó.
2. Hai chủ đề: Người chơi chính được chọn chủ đề của câu hỏi nhưng không biết khó dễ.
3. Hai bộ đáp án: Hai câu hỏi được đưa ra nhưng ẩn phần câu hỏi đi, chỉ còn hai bộ đáp án (A, B và C). Người chơi chọn một bộ đáp án và câu hỏi sau đó được hỏi cho tất cả những người chơi.
4. Hai đoạn video/âm thanh: Người chơi chính được xem/nghe cả hai, rồi quyết định chọn một trong hai đoạn video/âm thanh đó. Câu hỏi tương ứng sẽ xuất hiện ngay sau khi chọn.

100 người cùng chơi phải trả lời trong vòng 6 giây. Sau đó, người chơi chính được trả lời câu hỏi trong thời gian không giới hạn. Những người chơi trả lời sai sẽ bị loại. Nếu người chơi chính trả lời sai, người đó ra về tay trắng và bị thay thế bởi một trong số những người cùng chơi trả lời đúng câu hỏi đó (nếu có, hoặc 1 trong 100 người cùng chơi trong trường quay nếu tất cả đều sai) (người chơi được lựa chọn ngẫu nhiên).
Nếu người chơi chính trả lời đúng, người đó được cộng tiền thưởng vào tài khoản theo công thức {\displaystyle A\times {\frac {x}{y}}}, trong đó {\displaystyle A} là số tiền của câu hỏi (ƒ 100.000 hoặc € 50.000 sau khi Hà Lan đổi đơn vị tiền tệ sang Euro từ năm 2002), {\displaystyle x} là số người trả lời sai và {\displaystyle y} là tổng số người trả lời câu hỏi đó.
Sau khi có ít nhất 1 người cùng chơi bị loại, người chơi chính được cung cấp 3 quyền giải thoát (2 trong phiên bản COVID-19 - "Eén tegen 50"). Khi chọn chúng, người chơi lần lượt bị mất đi 25% (không khả dụng trong "Eén tegen 50"), 50% và 75% số tiền trong tài khoản hiện tại, tuỳ theo số lần sử dụng. Ngoài ra vào trước năm 2019, khi bắt đầu chơi, người chơi chính có trước một quyền trợ giúp:
- Nhân đôi (2000 - 2007, 2014 - 2019): Nhân đôi số tiền thưởng của câu hỏi trước khi cộng vào tài khoản của người chơi. Người chơi phải chốt đáp án khi dùng trợ giúp này mà không dùng quyền giải thoát, nếu trả lời sai sẽ bị loại như trên.
- ABC (2007 - 2014): Người chơi chính chọn một đáp án bất kì, sau đó chương trình sẽ cho biết bao nhiêu và những ai chọn đáp án đó. Người chơi chính có thể dùng quyền giải thoát sau khi dùng trợ giúp này.

Khi tất cả 100 người cùng chơi bị loại, người chơi chính giành chiến thắng và ra về với số tiền có được trong tài khoản tại lúc đó. Sau đó 1 người cùng chơi được chọn ngẫu nhiên trong 100 người này sẽ thay thế người chơi chính đó.
Từ năm 2019, nếu người chơi chính bị loại, € 5.000 sẽ được chia đều cho những người cùng chơi trả lời đúng. Họ được giữ lại số tiền này bất kể chuyện gì xảy ra sau đó.